# Политические партии Австрии
Политические партии Австрии — объединения групп людей (партии), в Австрийской республике (и в её истории), непосредственно ставящие перед собой задачи овладеть политической властью в государстве или принять в ней участие через своих представителей в органах государственной власти и местного самоуправления, по своим стремлениям.
В Австрии существует многопартийная система. Конституция Австрии упоминает политические партии, закрепляя за ними некоторые права по участию в управлении страной. Главным правовым актом, регулирующим деятельность политических партий является, Закон о партиях, провозглашающий следующие положения:
1. Наличие и разнообразие политических партий являются важными компонентами демократического порядка Республики Австрия.
2. Функции политических партий включают участие в политическом процессе.
3. Формирование политических партий является свободным, если федеральным конституционным законом не оговорено иное.

Для получения статуса юридического лица партия должна разработать устав и подать его в Федеральное министерство внутренних дел. По состоянию на 2012 год в министерстве были зарегистрированы уставы около 900 политических партий. Для участия в выборах партиям необходимо собирать подписи поддерживающих их избирателей.
Большинство из зарегистрированных партий неизвестны широкой публике и не ведут политической деятельности, существуя лишь на бумаге. С 1980-х годов лишь четырём партиям удавалось на федеральных выборах завоёвывать достаточно голосов, чтобы быть представленными в парламенте. Начиная со второй половины 2000-х годов в стране появились новые партии, сумевшие добиться представительства в Федеральном собрании и Европарламенте.

## Крупнейшие политические партии (2013)
В настоящее время в Федеральном собрании Австрии представлены семь партий, из них пять имеют представительство в обеих палатах, одна (Список Фритца Динкгаусера) имеет депутата в верхней палате, ещё одна (Альянс за будущее Австрии) представлена только в нижней палате. Список Ханса-Петера Мартина не представлен в национальном парламенте, но имеет своего представителя в Европарламенте. Ещё четыре партии представлены в ландтагах. 29 сентября 2013 года состоятся очередные выборы в Национальный совет Австрии, после чего количество партий представленных в нижней палате парламента может измениться.
Ниже перечислены политические партии Австрии, представленные в парламенте.
| Название | Название                              | Оригинальное название                            | Дата основания   | Лидер                 | Идеология                                                                        | Интерн.    | НС | ФС | ЕП | ЗС  | Численность |
| -------- | ------------------------------------- | ------------------------------------------------ | ---------------- | --------------------- | -------------------------------------------------------------------------------- | ---------- | -- | -- | -- | --- | ----------- |
|          | Социал-демократическая партия Австрии | нем. Sozialdemokratische Partei Österreichs, SPÖ | 30 декабря 1888  | Вернер Файман         | Социал-демократия                                                                | SI PES PA  | 52 | 22 | 5  | 148 | 243 462     |
|          | Австрийская народная партия           | нем. Österreichische Volkspartei, ÖVP            | 17 апреля 1945   | Михаэль Шпинделеггер  | Консерватизм экономический либерализм Христианская демократия                    | IDU EPP    | 47 | 25 | 6  | 158 | 700 000     |
|          | Австрийская партия свободы            | нем. Freiheitliche Partei Österreichs, FPÖ       | 3 ноября 1955    | Хайнц-Кристиан Штрахе | Национальный либерализм национальный консерватизм правый популизм евроскептицизм | Не состоит | 40 | 9  | 2  | 73  | 40 000      |
|          | Зелёные — Зелёная альтернатива        | нем. Die Grünen — Die Grüne Alternative, GRÜNE   | 1986             | Эва Главишниг         | Зелёная политика социальный прогрессивизм левоцентризм                           | GG EGP     | 24 | 4  | 2  | 45  | 4 600       |
|          | Альянс за будущее Австрии             | нем. Bündnis Zukunft Österreich, BZÖ             | 3 апреля 2005    | Йозеф Бухер           | Экономический либерализм социальный консерватизм правый популизм евроскептицизм  | Не состоит | 0  | 0  | 0  | 2   | 8 000       |
|          | Команда Стронаха                      | нем. Team Stronach für Österreich, Stronach      | 27 сентября 2012 | Франк Стронах         | Экономический либерализм евроскептицизм популизм                                 | Не состоит | 11 | 1  | 0  | 12  | 1           |
|          | Список Фритца Динкгаусера             | нем. Liste Fritz Dinkhauser, FRITZ               | 2008             | Фритц Динкгаусер      | Центризм Тирольский регионализм                                                  | Не состоит | 0  | 0  | 0  | 2   | ?           |
|          | Список Ханса-Петера Мартина           | нем. Liste Hans-Peter Martin, HPM)               | 2004             | Ханс-Петер Мартин     | Популизм антикоррупционная политика прозрачность евроскептицизм                  | Не состоит | 0  | 0  | 1  | 0   | ?           |
|          | «Вперёд, Тироль»                      | нем. vorwärts Tirol                              | 16 января 2013   | Ханс Линденбергер     | Тирольский регионализм популизм                                                  | Не состоит | 0  | 0  | 0  | 4   | ?           |
|          | Коммунистическая партия Австрии       | нем. Kommunistische Partei Österreichs, KPÖ      | 3 ноября 1918    | Мирко Месснер         | Австрокоммунизм еврокоммунизм демократический социализм                          | PEL        | 0  | 0  | 0  | 2   | 2 000       |
|          | Бургенландский список                 | нем. Liste Burgenland, LBL)                      | 2010             | Манфред Колли         | Бургенландский регионализм популизм                                              | Не состоит | 0  | 0  | 0  | 1   | ?           |
|          | NEOS — Новая Австрия                  | нем. Das Neue Österreich, NEOS)                  | 2012             | Маттхиас Строльц      | Либерализм                                                                       | ALDE       | 9  | 0  | 0  | 0   | 1000        |
|          | Реформ-консервативная партия Австрии  | нем. Die Reformkonservativen, REKOS)             | 2013             | Эвальд Штадлер        | евроскептицизм Консерватизм                                                      | Не состоит | 0  | 0  | 1  | 0   | ?           |

## Другие партии
Помимо крупнейших партий в выборах в земельные собрания (ландтаги), Национальный совет и Европарламент в 2000-х годах участвовали и ряд мелких партий.
- Ассоциация за демократическую политику (нем. Arbeitsgemeinschaft für demokratische Politik; 1963). Основана под названием Ассоциация политики (нем. Arbeitsgemeinschaft Politik). Позднее называлась Сообщество политических действий (нем. Aktionsgemeinschaft für Politik). Крайне правая, выступает за пересмотри Закона о запрете 1947 года (нем. Verbotsgesetz 1947), которым была запрещена нацистская партия и созданы правовые основания для процесса денацификации в Австрии. На выборах поддерживает Австрийскую партию свободы.
- Лига социалистической революции (нем. Die Liga der Sozialistischen Revolution, LSR; 1980). Троцкисты и интернационалисты, выступает за свержение существующего строя и создание «демократической социалистической советской республики» и бесклассового общества. Член международной Лиги за Пятый Интернационал (англ. League for the Fifth International, L5I). В последний раз участвовала в федеральных выборах 2008 года в составе блока «Левые» (нем. Linke).
- Социалистическая альтернатива (нем. Sozialistische Alternative, SOAL; 1972). Создана как Группа революционных марксистов (нем. Gruppe Revolutionäre Marxisten, GRM) троцкистами, исключёнными из организации «Марксистско-ленинские студенты» (нем. Marxistisch-Leninistische Studenten, MLS). Входит в Четвёртый Интернационал (Объединённый секретариат). В 1970-х годах Группа была одной из самых сильных организаций радикальных левых в Австрии, а среди студентов на равных соревновалась с Компартией Австрии и новыми социальными движениями, такими как движение против АЭС «Цвентендорф» и антинеонацистским. В 1980-х годах влияние Группы начинает падать и она участвует в выборах в составе зелёных и альтернативных списков. В последний раз участвовала в выборах в Европарламент 2004 года в составе коалиции «Левые».
- Христианское избирательное сообщество (нем. Christliche Wählergemeinschaft, CWG; 1989). Христианская ультраконсервативная партия. В последний раз участвовало в федеральных выборах 2002 года.
- Список единства (словен. Enotna lista, EL; нем. Einheitsliste, EL; 1991). Партия автохтонного словенского меньшинства в Каринтии. Создана на базе «Клуба словенских местных советников» (словен. Klub slovenskih občinskih svetnikov, нем. Klub дер slowenischen Gemeinderäte). Член Европейского свободного альянса. В силу малочисленности словенцев как правило участвует в выборах в составе коалиций (иногда с «зелёными», иногда с Либеральным форумом).
- Либеральный форум (нем. Liberales Forum, LiF; 1993). Основана группой либерально настроенных членов Австрийской партии свободы. Либерализм, классический либерализм, либертарианство. Входит в Либеральный Интернационал и европартию Альянс либералов и демократов за Европу. В последний раз участвовал в федеральных выборах 2013 года в коалиции с партией «NEOS — Новая Австрия».
- «За Инсбрук» (нем. Für Innsbruck; 1994). Создана членами Австрийской народной партией, недовольными тогдашним мэром города. Является одной из крупнейших сил в Инсбруке, неоднократно побеждая на местных выборах. Партнёр Австрийской народной партии.
- Новое движение в будущее (нем. Neue Bewegung für die Zukunft, NBZ; 1998). Создано в Форарльберге группой членов Австрийской палаты труда. Возглавляется австрийцем турецкого происхождения. В последний раз участвовало в земельных выборах в Форарльберге в 2009 году.
- Социалистическая левая партия (нем. Sozialistische LinksPartei, SLP; 2000). Крайне левая, троцкизм, марксизм, социализм, защита окружающей среды, борьба с глобализацией и против ксенофобии в любых видах. Входит в Комитет за рабочий интернационал. В последний раз участвовала в федеральных выборах 2013 года.
- Социал-либералы (нем. Die Sozialliberalen, SoL; 2002). лево-либеральная, леволибертарианская партия с социал-демократическим уклоном.
- Союз за нейтральную свободную Австрию (нем. Bündnis Neutrales Freies Österreich , NFÖ; 2003). Выступают за выход Австрии из Евро и сохранение австрийского нейтралитета, реформирование политической и экономической систем, в защиту природы, человеческого достоинства и религиозных чувств, немецкого языка, укрепление австрийской культурной идентичности и самоуважения. В последний раз участвовал в земельных выборах в Вене в 2010 году.
- Чёрно-жёлтый альянс (нем. Schwarz-Gelbe Allianz, SGA; 2004). Крайне правые, монархисты. Поддерживает Дом Габсбургов-Лотарингских.
- Христианская партия Австрии (нем. Christliche Partei Österreichs, CPO; 2005). Основана как партия Христиане (нем. Die Christen). Современное название с 2009 года. Христианская политика, социальный консерватизм, евроскептицизм. В последний раз участвовала в федеральных выборах 2013 года.
- Коммунистическая инициатива (нем. Kommunistische Initiative, KI; 2005). Организована в 2004 году как фракция Компартии Австрии. Через год стала самостоятельной партией. Ортодоксальная марксистско-ленинская. В последний раз участвовала в земельных выборах в Вене в 2010 году.
- Партия свободы (нем. parteifrei; 2005). Первая в стране партия, основанная через Интернет. Выступает против бесправия граждан из-за чрезмерного регулирования со стороны государства, рассчитывает привлечь на выборы неактивных избирателей. В последний раз участвовала в земельных выборах в Штирии в 2010 году.
- Пиратская партия Австрии (нем. Piratenpartei Österreichs, PIRAT; 2006). Защита гражданских прав, прямая демократия, реформа авторского и патентного права, свободный обмен знаниями, конфиденциальность информации, прозрачность, свобода информации и сетевой нейтралитет. В последний раз участвовала в федеральных выборах 2013 года.
- Национальная народная партия (нем. Nationale Volkspartei, NVP; 2007). Правая националистическая партия, многими обвиняемая в расизме, ксенофобии и неонацизме. Выступает за сохранение немецкого языка и культурного пространства, против парламентаризма, за отмен Закона о запрете от 1947 года и выход из Евросоюза. Пока партии не удалось ни разу принять участие в выборах.
- Мужская партия (нем. Männerpartei; 2008). Выступает за равные права для мужчин с женщинами. В последний раз участвовала в федеральных выборах 2013 года.
- «Сохраним Австрию» (нем. Rettet Österreich, RETTO; 2008). Против принятия Европейской конституции и подписания Лиссабонского договора, за запрет ГМО и сохранение австрийского нейтралитета. Последний раз участвовала в выборах в Национальрат в 2008 году.
- Партия «Человек, окружающая среда и животные» — за права животных (нем. Mensch Umwelt Tierschutz (MUT-Partei) – Die Tierrechtspartei, TRP, 2008). Выступает в защиту прав животных, окружающей среды и климата, за проведение социально-политических реформ. В последний раз участвовала в земельных выборах в Вене в 2010 году.
- Белая партия мира Австрии (нем. Die weiße Friedenspartei Österreichs). В последний раз участвовала в земельных выборах в Каринтии в 2009 году.
- Молодые либералы Австрии (нем. Junge Liberale Österreich, JuLis; 2009). Создана после раскола в рядах Либерального студенческого форума, связанного с партией Либеральный форум. Классический либерализм. Член Австрийского студенческого союза (нем. Österreichische Hochschülerinnen- und Hochschülerschaft), Международной федерации либеральной молодёжи и организации «Европейская либеральная молодёжь» (англ. European Liberal Youth). В федеральных выборах 2013 года участвовала как партнёр партии «NEOS — Новая Австрия».
- Партия окружающей среды, людей и работы (нем. Die Partei für Umwelt, Mensch und Arbeit, PUMA; 2010). Основные направления: охрана окружающей среды, защита прав человека, в том числе трудовых. В последний раз участвовала в земельных выборах в Штирии в 2010 году.
- Партия за выход из Евросоюза (нем. Die EU-Austrittspartei, EUAUS; 2011). Цели: выход Австрии из Евросоюза и Евратома, отказ от евро и Шенгенского соглашения, нейтралитет Австрии, более справедливое избирательное законодательства и расширение прямой демократии в Австрии, повышение качества жизни в стране, ограничение иммиграции. В последний раз участвовала в федеральных выборах 2013 года.
- «Изменение» (нем. Der Wandel; 2012). Левая прогрессивистская партия, выступающая за справедливое распределение, равные возможности и устойчивое развитие. В последний раз участвовала в федеральных выборах 2013 года.
- «NEOS — Новая Австрия» (нем. NEOS - Das Neue Österreich; 2012). Классический либерализм. В последний раз участвовала в федеральных выборах 2013 года в коалиции с партией Либеральный форум.
- Жилая партия Австрии (нем. Lebenswerte Partei Österreichs). В последний раз участвовала в земельных выборах в Каринтии в 2013 году.

## Исторические партии

### Партии имперского периода (до 1918)
- Немецкая либеральная партия (нем. Deutschliberale Partei, CSA). Создана после революции 1848—1849 годов. Либеральная буржуазно-демократическая партия, находившаяся в оппозиции к католическому духовенству и выступавшая за сохранение немецкого влияния в многонациональной Австрийской империи. Пользовалась наибольшей поддержкой среди немецкой городской интеллигенции. Добилась отмены конкордата 1855 года и принятия Декабрьской конституции, согласно которой Австрийская империя была преобразована в двуединую монархию — Австро-Венгрию. Последствия биржевого краха 1873 года лишили партию власти и способствовали её разделению на ряд либеральных и националистических партий.
- Объединённые левые (нем. Vereinigte Linke; 1881—1885). Создана в Цислейтании бывшими членами Немецкой либеральной партии. Либеральная и центристская партия. После поражения на выборах 1885 года раскололась.
- Немецкая партия свободы (нем. Deutschfreiheitliche Partei; 1880-е—1919). Создана в Тироле как один из преемников Немецкой либеральной партии. Буржуазная, преимущественно городская партия, выступавшая за отделение государства от церкви. В Южном Тироле, отошедшем Италии после поражения Австрии в Первой мировой войне, объединилась с Тирольской народной партией в Немецкую ассоциацию, в австрийском Тироле вошла в состав Партии великого германского народа.
- Немецко-австрийский клуб (нем. Deutschösterreichischer Klub; 1885—1888). Создана после раскола партии Объединённые левые сторонниками Декабрьской конституции, в основном из числа венцев и немецкой диаспоры Моравии, Восточной Силезии и Буковины. Вошёл в состав партии Объединённые немецкие левые.
- Немецкий клуб (нем. Deutscher Klub; 1885—1888). Создана после раскола партии Объединённые левые, объединила националистически настроенную часть либералов, преимущественно из числа немцев Чехии и Штирии. В 1887 году из партии вышли левая и социал-реформистская фракции. Вошёл в состав партии Объединённые немецкие левые.
- Объединённые немецкие левые (нем. Vereinigte Deutsche Linke; 1888—1897). Создана в результате объединения либеральных партий Немецко-австрийский клуб и Немецкий клуб. Основные цели: сохранение Габсбургской монархии, сохранение и укрепление немецкого влияния в администрации, защита свободной школы. В ноябре 1893 года сформировали правительство в коалиции с Польским клубом и Клубом Гогенварта. В июне 1895 года левые вышел из коалиции, но опять же, побуждая правительство Виндишгрец был заменен. Создание Немецкой прогрессивной партии привело к снижению популярности партии и уже через год она вошла в состав Свободной немецкой ассоциации.
- Клуб Гогенварта (нем. Hohenwartklub; 1891). Создан графом Карлом фон Гогенвартом. Объединил умеренных консерваторов из числа богемских землевладельцев, немецких клерикалов и представителей других народов империи — словенцев, хорватов, русинов и румын.
- Конституционная партия (нем. Verfassungspartei; 1891—1907). Либеральная и центристская партия, пользовавшаяся влиянием главным образом среди дворян-землевладельцев и чиновничества. В 1897 году часть членов партии перешли в Немецкую прогрессивную партию. Окончательно растеряла влияние и распалась после введения в избирательной реформы 1906 года, которая отменила выборы по куриям и ввела всеобщее, равное избирательное право для мужчин.
- Немецкая национальная партия (нем. Deutsche Nationalpartei; 1891—1896). Одна из основных политических партий Австро-Венгрии 1890-х годов. Немецко-националистическая.
- Пангерманская ассоциация (нем. Alldeutsche Vereinigung; 1891—1904). Создана как Пангерманское движение (нем. Alldeutsche Bewegung), переименовано в 1896 году. Немецко-националистическая, антиклерикальная, антисемитская, антисоциалистическая партия, выступавшая за доминирование немецких австрийцев в Австро-Венгрии и тесный союз с Германской империей. Не пользуясь большой популярности у избирателей, за исключением Судетской области, в то же время имела определённое влияние на академическую молодёжь и часть государственных чиновников. В 1902 году в результате раскола ассоциации была основана новая партия — Немецкую радикальную. В 1904 году ассоциация самораспустилась. Позднее многие члены ассоциации примкнули к национал-социалистам.
- Еврейские партии Австро-Венгрии (1892—1918). Первый в Австрии еврей-депутат Государственного совета был избран в Буковине в 1891 году. В следующем году сионисты в Лемберге (ныне Львов) основали первую в Австро-Венгрии партию еврейского меньшинства — Еврейскую национальную (нем. Jüdischnationale Partei; JNP). Её целями было обеспечить представительство евреев в Госсовете и парламенте Галиции и Лодомерии, эмансипация евреев и их признание в качестве нации, содействие в создании еврейского государства в Палестине. В 1907 году в Госсовет были избраны 4 депутата-еврея, в 1911 году лишь одному из них удалось переизбраться.
- Христианско-социальная партия (нем. Christlichsoziale Partei, CSP; 1893—1933). Создана на базе Христианского социального движения и Христианско-социального рабочего союза. Право-консервативная, антилиберальная и антисоциалистическая, поддерживала монархию и единство империи, после поражения в Первой мировой войне была вынуждена признать создание Австрийской республики. Входила в число ведущих партий Австро-Венгрии в начале XX века, а затем Австрийской республики. После прихода к власти австрофашистского режима была распущена, послужив основой для создания партии Отечественный фронт.
- Католическая народная партия (нем. Katholische Volkspartei, 1895—1907). Создана в результате раскола Клуба Гогенварта. Идеология: ультрамонтанство, консерватизм. Поглотив Католический центр сама позже присоединилась к Христианско-социальной партии.
- Социально-политическая партия (нем. Sozialpolitische Partei, 1896—1919). Создана на базе Венского Фабианского общества. Либеральная, антиклерикальная и социально-реформистская партия интеллектуалов, наибольшим влиянием пользовавшаяся в Вене и Нижней Австрии. Выступала за буржуазную социальную реформу, равенство всех перед законом, балансировку социальной напряженности, эмансипацию женщин и т. д.
- Немецкая народная партия (нем. Deutsche Volkspartei, 1896—1909). Образована на базе Немецкой национальной партии. Немецко-националистическая, либеральная и антисемитская, выступала за союз с Германской империей, в защиту немцев в Австрии и для выделение Галиции для уменьшения количества славян в империи. Одна из ведущих партий Австрии в конце XIX — начале XX веков, позднее стала терять влияние не выдержав конкуренции с Христианско-социальной партией. Объединилась с Немецкой аграрной партией, создав Немецкую национальную ассоциацию.
- Немецкая прогрессивная партия (нем. Deutsche Fortschrittspartei, 1896—1910). Либеральная партия немецких австрийцев. Создана в Богемии, позже отделения партии сформированы в Моравии и Верхней Австрии, а затем и в других коронных землях. Первоначально имела общую фракцию в Госсовете с Объединёнными немецкими левыми. Снижении популярности партии привело к её слиянию с Немецкой национальной ассоциацией.
- Свободная немецкая ассоциация (нем. Freie Deutsche Vereinigung, 1897—1918). Создана в результате слияния партий Объединённые немецкие левые и Старых либералов.
- Немецкая радикальная партия (нем. Deutschradikale Partei, 1902—1918). Образована в результате раскола Пангерманской ассоциации.
- Немецкая рабочая партия (нем. Deutsche Arbeiterpartei, DAP, 1903—1918). Создана в Чехии (в то время часть Австро-Венгрии). Пангерманская, немецко-националистическая, антиклерикальная, антилиберальная, антимарксистская, антисемитская и расистская, в частности антиславянская, партия. Цели: защита интересов немецких австрийцев, особенно в Чехии, Моравии и австрийской Силезии, улучшение социального положения рабочих и их освобождения от экономического, политического и культурного угнетения. После роспуска послужила основой для создания Немецкой национал-социалистической рабочей партии.
- Немецкая аграрная партия (нем. Deutsche Agrarpartei, 1905—1909). Немецко-националистическая. Объединилась с Немецкой народной партией в Немецкую национальную ассоциацию.
- Немецкая национальная ассоциация (нем. Deutschen Nationalverband, 1910—1917). Создана в результате объединения ряда немецко-националистических партий. Послужила основой для создания Партии великого германского народа, одной из ведущих партий первой Австрийской республики.

### Партиипервой Австрийской республики(1918—1934)
В 1920-х годах Политические группировки: монархическая, велико-германская и социал-демократическая располагали особыми организациями, являющимися, по существу, скрытыми вооружёнными силами, насчитывающими до 25 000 человек.
- Тирольская народная партия (нем. Tiroler Volkspartei, 1918—1934). Создана в Тироле в результате слияния Католиков-консерваторов и Христианско-социальной партии. В Южном Тироле объединилась с Немецкой партией свободы в Немецкую ассоциацию, в австрийском Тироле с 1919 года и до своего роспуска в 1933 году неизменно побеждала на выборах в ландтаг. После Второй мировой войны члены партии вошли в Австрийскую народную партию.
- Национальный союз (нем. Landbund, 1919—1934). Создан как Немецкая крестьянская партия (нем. Deutsche Bauernpartei). Либеральная партия, пользовавшаяся поддержкой в первую очередь среди крестьян-протестантов Штирии, Каринтии и Верхней Австрии. Боролась как против коммунистов, так и против австрофашистов. Распущена после прихода к власти режима Дольфуса. Лидеры партии участвовали в образовании Временного правительства в 1945 году, затем вошли в создаваемую Австрийскую народную партию.
- Еврейские партии первой Австрийской республики (1919—1930). В 1919 году в Учредительное собрание был избран один представитель австрийского еврейства. После провала на всеобщих выборах 1923 года несколько еврейских либеральных и сионистских групп создали Еврейское избирательное сообщество (нем. Jüdische Wahlgemeinschaft). На выборах 1927 года еврейскую общину Австрии представляла Еврейская партия (нем. Jüdische Partei), а в выборах 1930 года участвовал Еврейский список (нем. Jüdische Liste).
- Немецкая национал-социалистическая рабочая партия (нем. Deutsche Nationalsozialistische Arbeiterpartei, DNSAP, 1918—1930?). Радикальная националистическая, антикапиталистическая, антикоммунистическая и антисемитская партия, созданная на базе Немецкой рабочей партии при участии немецких профсоюзов Богемии и Моравии. Действовали две партии, в Австрии и Чехословакии. Австрийская партия, пережив раскол в 1924 году, не выдержала конкуренции с австрийскими приверженцами германской Национал-социалистической рабочей партии и прекратила своё существование после 1930 года.
- Хозяйственная ассоциация (нем. Wirtschaftliche Vereinigung, 1919). Создана тирольскими членами Немецкой партии свободы.
- Партия инвалидов войны (нем. Partei der Kriegsbeschädigten, 1919—1934).
- Партия великого германского народа (нем. Großdeutsche Volkspartei, GDVP oder GdP, 1920—1934). Создана на базе Немецкой национальной ассоциации, став союзом 17 немецких националистических партий молодой Австрийской республики. Немецко-националистическая, прогерманская, антисемитская, антиматериалистическая и антиклерикальная, выступала против мирного договора между Австрией и Антантой. Входила в число крупнейших партий Австрии. С 1921 по 1927 годы была младшим партнёром Христианско-социальной партии, позднее союзником Национальной лиги. Запрещена после прихода к власти австрофашистского режима Дольфуса. Позднее многие члены партии присоединились к НСДАП. После Второй мировой войны многие бывшие члены партии вместе с бывшими нацистами приняли участие в создании Австрийской партии свободы.
- Демократическая экономическая партия (нем. Demokratische Wirtschaftspartei, DWP, 1920-е).
- Партия каринтийских словенцев (нем. Partei der Kärntner Slowenen) или Каринтийская словенская партия (словен. Koroška slovenska stranka). Создана в 1921 году как партия автохтонного словенского меньшинства в Каринтии.
- Национально-социальный блок (нем. Völkisch-sozialer Block, VSBl; 1924—1929). Пронацистская организация в Каринтии. Объединилась с НСДАП.
- Независимая христианско-германская рабочая тирольская ассоциация (нем. Unabhängige christlich-deutsche Tiroler Arbeitsgemeinschaft; 1925—1934). Создана в результате раскола Тирольской народной партии из-за разногласий по вопросам финансовой и социальной политики.
- Хейматблок (нем. Heimatblock, HB; 1930—1934). Политические крыло «Союза защиты родины», националистического военизированного объединения, действовавшего в Австрии с 1919 по 1938 год. Участвовал в выборах 1930 года с австрофашистской программой, включавшей отказ от пангерманизма, парламентской демократии и классовой борьбы. Получив 8 мест в парламенте Хейматблок быстро развалился из-за внутренних разногласий. Распущен после прихода к власти режима Дольфуса. Позднее многие члены блога присоединились к национал-социалистам.
- Союз крестьянского сословия (нем. Ständische Bauernvereinigung, StBV; 1930-е).
- Отечественный фронт (нем. Vaterländische Front, VF; 1933—1938). Ультраправая австрофашистская партия, основанная авторитарным правителем Австрии Энгельбертом Дольфусом. Фронт должен был «быть носителем австрийской идеи государства» и «политически объединить всех граждан Австрии». После аншлюса прекратил своё существование.

### Партиивторой Австрийской республики(после 1945)
- Ассоциация независимых (нем. Verband der Unabhängigen, VdU; 1949—1956). Создан группой бывших членов Партии великого германского народа и национал-социалистической партии при участии немецких беженцев и репатриантов. В первых для себя выборах участвовала как Независимая партия (нем. Verein der Unabhängigen, WdU). После неудачи на выборах 1953 года в партии начались внутренние склоки и через три года она была распущена. Многие бывшие члены Ассоциации независимых приняли участие в создании Австрийской партии свободы.
- Демократическо-национальная рабочая партия (нем. Demokratisch-nationale Arbeiterpartei, DNAP; 1953—1959). Создана бывшими деятелями Ассоциации независимых как Свободное собрание Австрии (нем. Freiheitliche Sammlung Österreichs, FSÖ), в 1956 году изменила название. Националистическая партия. Не добившись заметных успехов на выборах, прекратила своё существование.
- Избирательное сообщество «Беспартийные представители народа» (нем. Wahlgemeinschaft „Parteilose Volksvertreter“; 1953). Создана в Тироле. Выступала против партийности и пропорционального представительства, за демократизацию государства и правительства, полную амнистию для нацистов.
- Партия независимых (нем. Wahlpartei der Unabhängigen, WDU; 1957—1961). Создана в Штирии группой членов Австрийской партии свободы как Партия беспартийных (нем. Wahlpartei der Parteilosen), позже сменила название. Выступала против партийного патронажа и фрагментации страны, за налоговую реформу. После двух подряд провалов на выборах прекратила существование.
- Союз демократических социалистов (нем. Bund demokratischer Sozialisten, BDS; 1959). Создана в Каринтии группой бывших членов Соцпартии Австрии и Ассоциации независимых. Импоссибилизм (предпочтение революционных изменений общества постепенным социальным реформам), социализм, классический марксизм, антиленинизм. До 2003 года являлась членом Мирового социалистического движения (англ. World Socialist Movement), откуда была исключена за националистические и антииммигрантские тенденции.
- Европейская федералистская партия (нем. Europäische Föderalistische Partei, EFP; 1962—1964). Выступала за создание европейского федерального государства.
- Демократическая прогрессивная партия (нем. Demokratische Fortschrittliche Partei, DFP; 1965). Создана популярным политиком Францем Ола после его исключения из Соцпартии. Популистская партия с правым уклоном и антисемитской риторикой. В 1969 году завоевала три места на муниципальных выборах в Вене. Вскоре Ола отошёл от политики и значение партии резко упала. После провала на национальных выборах 1970 года партия прекратила существование, ряд её членов позже присоединились к Австрийской партии свободы.
- Марксистско-ленинская партия Австрии (нем. Marxistisch-Leninistische Partei Österreichs, MLPÖ; 1967—2006). Создана группой членов Компартии Австрии, недовольных ревизионизмом её лидеров и руководства КПСС. Марксизм-ленинизм-маоизм, поддерживала связи с Компартией Китая и Албанской партией труда. Бойкотировала выборы с 1970 года. После 2006 года почти полностью свернула свою деятельность.
- Национал-демократическая партия (нем. Nationaldemokratische Partei, NDP; 1967—1988). Создана группой членов Австрийской партии свободы во главе с Норбертом Бургером по образцу НДП Германии. Крайне правая, неонацистская, выступала за объединение Австрии и Германии, восстановление смертной казни, против иммиграции («иностранной инфильтрации» Австрии). В выборах участвовала один раз, в 1970 году. В 1988 году НДП была запрещена приговором Конституционного суда Австрии на основе Закона о запрете от 1947 и статье 9-й Декларации о независимости Австрии (расформирование нацистских организаций) так как основные принципы партии основаны на расистской идеологии, а её «пангерманская пропаганда» совпадает с основными целями НСДАП.
- Коммунистический союз Австрии (нем. Kommunistische Bund Österreichs, KBÖ; 1976—1981). Создан на базе организации «Марксистско-ленинские студенты» (нем. Marxistisch-Leninistischen Studenten, MLS). Маоисты, сторонники теории трёх миров, поддерживали режим Пол Пота, выступали против политики СССР, считая её «социал-империалистической». Разделился на две организации.
- Избирательное сообщество гражданских инициативных и охраны окружающей среды (нем. Wahlgemeinschaft für Bürgerinitiativen und Umweltschutz, WBU; 1978—1983). Создано на базе консервативного Австрийского экологического движения (нем. Österreichische Umweltschutzbewegung, USB). Первая в Австрии зелёная партия, участвовавшая в выборах. Объединяло людей разных политических взглядов: либералов, консерваторов и правых, а также неполитические группы гражданских инициатив.
- Объединённые зелёные Австрии (нем. Vereinte Grüne Österreichs, VGÖ; 1982—1996). Создана на базе движения против использование ядерной энергии в Австрии. Одним из создателей был известный австрийский зоолог и этолог Конрад Лоренц. С самого начала партия объединяла людей разных политических взглядов: социал-демократов, консерваторов и правых. В 1986 году большая часть членов VGÖ вместе с Альтернативным списком Австрии образовали партию «Зелёная Альтернатива». Сама партия просуществовала до 1996 года, пока не была распущена в связи с банкротством.
- Альтернативный список Австрии (нем. Alternative Liste Österreichs, ALÖ; 1982—1986). Создан группой левых активистов, преимущественно молодых, антиядерного, пацифистского и женского движений, а также части членов Группы революционных марксистов. Развитию новой партии помешало параллельное создание Альтернативного списка Вены (нем. Alternative Liste Wien, ALW), объединившего троцкистов, бывших сторонников Компартии Австрии, левых профсоюзных активистов и экофундаменталистов, отказавшегося сотрудничать с буржуазным, по их мнению, ALÖ. Объединился с партией Объединённые зелёные Австрии.
- Зелёные Австрии (нем. Die Grünen Österreichs, DGÖ; 1982—1988). Основана на подъёме зелёного движения бывшим функционером Национал-демократической партии.
- Список за другой Тироль (нем. Liste für ein anderes Tirol, LAT; 1984). Зелёные.
- Демократы (нем. Demokraten; 1991—2002). Основана как Свободно-демократическая партия Австрии бывшим членом Австрийской партии свободы. Потерпев ряд поражений на выборах прекратила свою деятельность.
- Список Трауна (нем. Liste Traun; 1991—2000). Создан депутатом местного совета города Траун от «Зелёной альтернативы». Позиционировали себя как независимые с зелёным уклоном. Присоединились к партии зелёных.
- Австрийская партия природного закона (нем. Österreichische Naturgesetzpartei; 1992—2000). Создана приверженцами индийского гуру Махариши Махеш Йоги и его учения трансцендентальной медитации. Собиралась оказать положительного влияния на общество с помощью 1000 «летающих йогов» в результате чего ожидала значительного сокращения преступности, несчастных случаев и безработицы, а также улучшения состояния экономики. Была членом Международной сети партий природного закона В последний раз участвовала в региональных выборах 2000 года в Штирии.
- Независимые — Список Люгнера (нем. Die Unabhängigen – Liste Lugner, DU; 1999). На президентских выборах 1998 года венский архитектор Рихард Люгнер получил 9,9 % голосов избирателей. Спустя год он попытался со своей партией избраться в федеральный парламент, но собрал всего 1,02 % голосов.
- Христианский социальный альянс (нем. Christlich Soziale Allianz, CSA). Участвовал в выборах в Европарламент 1999 года как Список Христианского социального альянса (список Карла Габсбурга).
- Партия свободы в Каринтии (нем. Die Freiheitlichen Kärnten, FPÖ Kärnten; 2005—2010). Основана как каринтийское отделение Австрийской партии свободы. В 2005 году под руководством Йорга Хайдера вышла из АПС и приняла участие в создании новой партии — Альянса за будущее Австрии. После смерти Хайдера и ряда внутрипартийных конфликтов заключила с АПС соглашение о сотрудничестве по модели германских партий ХДС и ХСС.
- Австрийская бюргерская и экономическая партия (нем. Österreichische Bürger- und Wirtschaftspartei, ÖBWP). Существовали две партии с таким названием, в 1920-х и в 2000-х годах.